# Керменьга
Керменьга — малая река в Шенкурском районе Архангельской области, левый приток Ваги. Длина — 29 км.

## Течение
Река берёт начало в 4 километрах на северо-восток от деревни Дурневская (Верхосуланда) на водоразделе между реками Суланда и Паденьга. Река течет на юго-восток, в нижнем течении на восток. Крупных притоков не имеет. Населённых пунктов на берегах тоже не имеет. Впадает в реку Вагу близ деревни Болкачевская. Менее чем в 1 километре от устья реку пересекает мост автодороги М8.

## Данные водного реестра
- Бассейновый округ — Двинско-Печорский
- Речной бассейн — Северная Двина
- Речной подбассейн — Северная Двина ниже места слияния Вычегды и Малой Северной Двины
- Водохозяйственный участок — Вага

## Топографические карты
- Лист карты P-38-73,74 Ровдино. Масштаб: 1 : 100 000. Указать дату выпуска/состояния местности.